# Eugenia arthroopoda
Eugenia arthroopoda är en myrtenväxtart som beskrevs av Henri Ernest Baillon och Emmanuel Drake del Castillo. Eugenia arthroopoda ingår i släktet Eugenia och familjen myrtenväxter.
Artens utbredningsområde är Madagaskar. Inga underarter finns listade i Catalogue of Life.